# Общенациональный конгресс чеченского народа
Общенациона́льный конгре́сс чече́нского наро́да (ОКЧН) (чечен. Нохчийн халкъан дерригкъоман конгресс) — высший орган государственной власти самопровозглашенной Чеченской Республики (Нохчи-чо) с 8 июня по 2 ноября 1991 года.

## История

Заседание ОКЧН, 1991 год.

23—25 ноября 1990 года в Грозненском цирке прошёл Первый чеченский национальный съезд, на котором был избран Исполком Чеченского национального съезда (ЧНС). В него вошли видные представители умеренного (реформистского) и радикального течений чеченского национального движения. Председателем исполкома ЧНС стал генерал авиации ВВС СССР Джохар Дудаев, а его первым заместителем (и фактическим руководителем исполкома, поскольку Джохар Дудаев командовал авиасоединением, дислоцированным далеко от Чечено-Ингушетии) — Лечи Умхаев.
В декабре 1990 года ВДП и близкие к ней организации (Зеленое движение, Исламская партия возрождения, партия «Исламский путь» и общество «Кавказ») сформировали блок «Общенациональное движение чеченского народа», главными целями которого были провозглашены борьба за реализацию «народного суверенитета» (в противовес «аппаратному суверенитету» руководства) и за выход Чечено-Ингушетии из состава РСФСР.
Весной 1991 года в Исполкоме ЧНС началась борьба между реформистами и радикалами. Джохар Дудаев, являвшийся почетным председателем без реальной власти, выйдя в отставку, лично возглавил работу Исполкома, фактически отстранив реформистов во главе с Лечи Умхаевым.
25 мая Джохар Дудаев выступил с заявлением, что в связи с принятием Декларации о суверенитете Чечено-Ингушетии Верховный Совет Чечено-Ингушской АССР утратил легитимность и что единственным законным органом, уполномоченным чеченским народом, является Исполком ЧНС, готовый взять на себя функции исполнительной власти.
8—9 июня 1991 года национал-радикалы провели 2-ю сессию Первого Чеченского национального съезда, которая объявила себя Общенациональным Конгрессом чеченского народа (ОКЧН). Сессия приняла решение о низложении Верховного Совета автономной республики и провозгласила Чеченскую Республику (Нохчи-чо). Временным органом власти был объявлен Исполком ОКЧН во главе с Д. Дудаевым. Когда в знак протеста группа реформистов во главе с Л. Умхаевым заявила о выходе из Исполкома ЧНС-ОКЧН, в состав Исполкома были включены активисты Вайнахской демократической партии (ВДП) и других групп национально-радикального блока. Первым заместителем председателя Исполкома ОКЧН стал член Совета ВДП Юсуп Сосламбеков, заместителями — лидер ВДП Зелимхан Яндарбиев и народный депутат Чечено-Ингушской АССР Хусейн Ахмадов. Комитет информации ОКЧН возглавил Мовлади Удугов, Комитет обороны — Бислан Гантамиров, Правовой комитет — Бек Межидов и Эльза Шерипова.
1—2 сентября 1991 года в Грозном состоялась III-я сессия ОКЧН, которая объявила Верховный Совет Чечено-Ингушской Республики низложенным и передала всю власть на территории Чечни Исполкому ОКЧН во главе с Джохаром Дудаевым. Была принята резолюция о проведении выборов Президента и Парламента Чеченской Республики. Были разработаны основные юридические документы по проведению выборов,. Исполкому ОКЧН было поручено организовать и провести выборы.
6 сентября 1991 года Исполком ОКЧН во главе с Джохаром Дудаевым взял под свой контроль основные политические и административные центры в Грозном и в остальной части Чечни. Была прекращена деятельность Верховного Совета Чечено-Ингушской Республики, как утратившего свою легитимность. В качестве временного правительства был учреждён Временный комитет по контролю за работой народнохозяйственного комплекса (позже — Комитет по оперативному управлению народным хозяйством, КОУНХ) во главе с Яраги Мамодаевым. 6 сентября было объявлено Днём восстановления государственной независимости чеченского народа.
17 сентября исполком ОКЧН взял на себя функции организатора проведения выборов президента и парламента республики, назначив дату их проведения и создав Избирательную комиссию.
27 октября 1991 года, под наблюдением представителей из 27 государств и международных наблюдателей, прошли выборы Президента и Парламента Чеченской Республики. Президентом ЧР был избран Джохар Дудаев.
В результате захвата власти в Чечено-Ингушетии руководители Исполкома ОКЧН заняли ведущие посты в структурах власти самопровозглашенной Чеченской Республики (Нохчи-чо): президента (Д. Дудаев), председателя парламента (Х. Ахмадов) и его первого заместителя (Б.Межидов), председателей парламентских комитетов (Ю. Сосламбеков, З. Яндарбиев и др.), министров (М. Удугов, С.-Э. Ибрагимов, Д. Хожаев и др.), генерального прокурора (Э. Шерипова), мэра Грозного (Б. Гантамиров).
2 ноября 1991 года Джохар Дудаев снимает с себя председательские полномочия. Де-факто и де-юре с этого момента ОКЧН как орган власти прекращает своё существование и постепенно становится второстепенным полугосударственным совещательным органом.
В феврале 1992 года был сформирован «Рабочий президиум» Исполкома ОКЧН во главе с генеральным директором Объединения рынков Грозного Ильясом Сатуевым и Чингизом Зубайраевым.
17 мая 1992 года 4-я сессия ОКЧН приняла постановление, в котором отмечалось, что «главнейшей целью ОКЧН является оказание всемерной поддержки и помощи становлению и развитию независимого Чеченского государства». Сессия также признала необходимым принять документ о статусе ОКЧН в политической структуре государства, призвала власти Чечни разоружить все незаконные вооруженные формирования и т. д. Решения сессии были руководством Чечни (Ичкерии) проигнорированы.
19 февраля 1993 года рабочий президиум Исполкома ОКЧН осудил инициативу президента Д.Дудаева о принятии «новой редакции Конституции ЧР» и призвал «все здоровые силы объединиться против диктатуры».
Окончательно влияние Исполкома ОКЧН сходит на нет после переворота Д.Дудаева в июне 1993 года, когда из руководства Чечни были выведены многие бывшие лидеры ОКЧН (Х. Ахмадов, Ю. Сосламбеков, Б. Межидов, Б. Гантамиров и др.).
Во время первой чеченской войны руководство Чечни (Ичкерии) пыталось возродить ОКЧН. В сентябре 1995 года в селении Рошни-Чу состоялось собрание представителей руководства чеченских сепаратистов, которое было названо «Съездом ОКЧН». Председателем съезда являлся глава Парламента Ичкерии Ахъяд Идигов, главными докладчиками — Джохар Дудаев и Зелимхан Яндарбиев.
27 октября 1996 года в городе Урус-Мартан состоялось очередное собрание ОКЧН под председателем Ахьяда Идигова. Главными докладчиками выступили Зелимхан Яндарбиев и премьер-министр Ичкерии Аслан Масхадов.

### Политические партии, вошедшие в ОКЧН[7]
- Вайнахская демократическая партия (Зелимхан Яндарбиев)
- Исламская партия возрождения (Адам Дениев)
- Зелёное движение (Рамзан Гойтемиров)
- Исламский путь (Бислан Гантамиров)